# Internationaler Klavierwettbewerb von Orléans

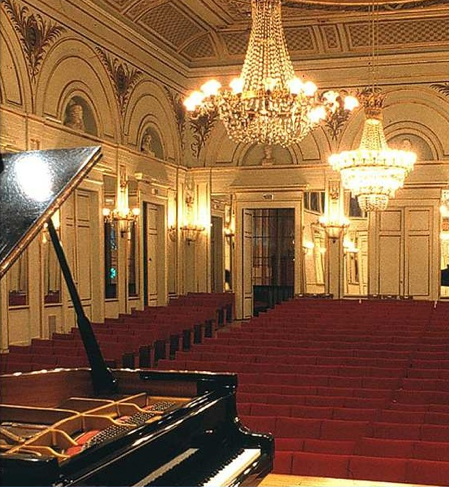
La Salle d’Institut, der Saal des Konservatoriums von Orléans, in dem der Wettbewerb stattfindet

Der Internationale Klavierwettbewerb von Orléans (französisch Concours International de Piano d’Orléans) ist ein internationaler, alle zwei Jahre in Orléans stattfindender Klavierwettbewerb, der ausschließlich der Musik des 20. und 21. Jahrhunderts gewidmet ist. Der Wettbewerb wurde 1994 von der französischen Pianistin und Pädagogin Françoise Thinat gegründet. Der Wettbewerb ist Mitglied der Weltverbands der Internationalen Musikwettbewerbe und Partner des Internationalen Klavierwettbewerbs Ferruccio Busoni.
Zu jeder Ausgabe erhält ein international renommierter Komponist den Auftrag, ein Stück für den Wettbewerb zu schaffen, das als Pflichtstück aufgeführt wird. Für Orléans schrieben u. a. Pascal Dusapin, Philippe Manoury und Thierry Escaich. Zur Jury gehörten Namen wie İdil Biret, Claude Helffer, Ursula Oppens und Jay Gottlieb.

## Geschichte
Im Jahr 1989 gründete Françoise Thinat einen Verein, der die Verbreitung von Klaviermusik des 20. Jahrhunderts fördern sollte.
Ab 1998 sollte jeder Teilnehmer ein Werk eines jungen Komponisten seiner Wahl in sein Programm aufnehmen; ein Kompositionspreis wurde dafür verliehen. Sechs Jahre später fand die erste Ausgabe für Kinder, „Brin d’herbe“ (deutsch „Grashalm“) statt.

## Preisträger
| Jahr | 1. Preis Blanche-Selva-Preis | 2. Preis             | 3. Preis               | Kompositionspreis Chevillion-Bonnaud-Preis |
| ---- | ---------------------------- | -------------------- | ---------------------- | ------------------------------------------ |
| 1994 | Shinji Urakabe               | Hideki Nagano        | Ananda Sukarlan        |                                            |
| 1996 | Fabio Grasso Thomas Hell     | Thomas Hell          | Rita Kinka             |                                            |
| 1998 | Toros Can Ami Fujiwara       | Ami Fujiwara         | Maria Stembolskaya     | Unsuk Chin Franck Krawczyk                 |
| 2000 | Saori Mizumura               | Andrea Corazziari    | Alexandre Pirojenko    | Muhiddin Dûrrûoglu-Demiriz                 |
| 2002 | Winston Choi                 | Nino Jvania          | Makoto Ueno            | Vykintas Baltakas                          |
| 2004 | Francesco Schlimé            | Reto Reichenbach     | Ya-Ou Xie              | Kenneth Hesketh                            |
| 2006 | Wilhem Latchoumia            | Prodromos Symeonidis | Ermis Theodorakis      | David Rakowski                             |
| 2008 | Florence Cioccolani          | Antal Sporck         | Adam Marks             | Mayoko Fukami Vera Ivanova Thierry Huillet |
| 2010 | Christopher Falzone          | Yejin Gil            | Anaël Bonnet           | Adam Roberts                               |
| 2012 | Christopher Guzman           | Andrew Zhou          |                        | Christopher Stark                          |
| 2014 | Imri Talgam                  | Aline Piboule        | Kathrin Isabelle Klein | Didier Rotella Nicolas Mondon              |
| 2016 | Takuya Otaki                 | Marianna Abrahamyan  | Philippe Hattat        | Philippe Hattat Matthias Krüger            |
| 2018 | Maroussia Gentet             | Hyeonjun Jo          | Miharu Ogura           | Miharu Ogura Hyeonjun Jo                   |
| 2020 | Mikhaïl Bouzine              | Dmitry Batalov       | Chae-Um Kim            | Tetsuya Yamamoto                           |
| 2022 | Lorenzo Soulès               | Chisato Taniguchi    | Chi Ho Han             | Miharu Ogura Matthieu Acar                 |